# Сан Мартино (Белуно)
Сан Мартино је насеље у Италији у округу Белуно, региону Венето.
Према процени из 2011. у насељу је живело 84 становника. Насеље се налази на надморској висини од 320 м.